# Matița
Matița – wieś w Rumunii, w okręgu Prahova, w gminie Păcureți. W 2011 roku liczyła 835 mieszkańców.